# Советский (Амурская область)
Советский — упразднённый посёлок в Зейском районе Амурской области России. Исключен из учётных данных в 1974 году.

## География
Посёлок располагался на правом берегу реки Унья в месте впадения в неё реки Большая Джега, на расстоянии примерно 52 километров (по прямой) к востоку поселка Огорон.

## История
По данным 1926 года на прииске Мариинский имелось 8 хозяйств и проживало 25 мужчин. В национальном составе населения преобладали китайцы. В административном отношении входил в состав Дамбукинского сельсовета Зейского района Зейского округа Дальневосточного края.
Решением Амурского исполкома от 7 июня 1974 года № 253, посёлок Советский исключен из учётных данных как несуществующий.